# Amit Farkash
Melissa Amit Farkash (nome em hebraico: עמית פרקש) nasceu em 26 de maio de 1989, em Toronto, no Canadá. É uma atriz e cantora de ascendência judaica e é famosa por ser protagonista da série de televisão israelense Split.

## Biografia
Aos dois anos de idade, foi viver com a família em Ramat Hasharon, Cesareia, Israel. Aos treze anos, começou a estudar canto. Ficou conhecida em 2006, quando gravou a canção Millions of Stars em memória de seu irmão, o capitão Tom Farkash, que morreu em um acidente de helicóptero durante a Segunda Guerra do Líbano, em 2006. A canção foi escrita e composta por um amigo de Tom, sendo cantada por Amit pela primeira vez no funeral dele. Ganhou fama no rádio e se tornou a canção mais estreitamente identificada com a guerra.
Ela fez o serviço militar israelense, necessário também para moças, na banda da Aeronáutica. Ao mesmo tempo, apareceu como uma dos protagonistas da versão israelense de High School Musical. O musical estreou no verão de 2008, sendo um sucesso comercial. Atualmente ela protagoniza a série Split, junto com Maya Sho'ef e Idan Ashkenazi, que também participaram de High School Musical.
Em 2009, Amit participou de Festigal 2009 - Kung Fu, como princesa Rouxinol, fazendo par romântico com Yon Tumarkin, e adversária de Agam Rudberg, que também fazem parte da série Split. Em 2011, Amit participou de Festigal 2011 - Game On, como Midnight, a rainha do terror, junto com Leeb. Ela tem uma irmã mais nova que se chama Ori. Amit já namorou seu colega da série Split, Yon Tumarkin.